# Discografia de Buck-Tick
A discografia de Buck-Tick inclui 22 álbuns de estúdio, 4 álbuns ao vivo, 2 EPs, 41 singles e 34 álbuns de vídeo. 
Formada em 1983 em Fujioka, Gunma, a banda de rock japonesa é formada por Atsushi Sakurai (vocal principal), Hisashi Imai (guitarra), Hidehiko Hoshino (guitarra), Yutaka Higuchi (baixo) e Toll Yagami (bateria) desde 1985. Em suas três décadas de carreira, quase todos os seus álbuns alcançaram o top dez nas paradas da Oricon e eles experimentaram diversos gêneros musicais, incluindo punk, dark wave, eletrônico, industrial, gótico, entre outros. O Buck-Tick é comumente considerado um dos fundadores do movimento visual kei.

## Álbuns
| Ano  | Título                                 | Detalhes                                                                                                | Posição nas paradas | Posição nas paradas | Certificação da RIAJ |
| Ano  | Título                                 | Detalhes                                                                                                | Oricon              | Billboard           | Certificação da RIAJ |
| ---- | -------------------------------------- | --- | ------------------- | ------------------- | -------------------- |
| 1987 | Hurry Up Mode                          | - Lançado: 4 de abril de 1987 - Gravadora: Taiyo - Formatos: LP, CD                                     | －                  | －                  | －                   |
| 1987 | Sexual XXXXX!                          | - Lançado: 21 de novembro de 1987 - Gravadora: Victor - Formatos: LP, cassete, CD                       | 33                  | －                  | －                   |
| 1988 | Seventh Heaven                         | - Lançado: 21 de junho de 1988 - Gravadora: Victor - Formatos: LP, cassete, CD                          | 3                   | －                  | －                   |
| 1989 | Taboo                                  | - Lançado: 18 de janeiro de 1989 - Gravadora: Victor - Formatos: LP, cassete, CD                        | 1                   | －                  | －                   |
| 1990 | Aku no Hana (悪の華)                   | - Lançado: 1 de fevereiro de 1990 - Gravadora: Victor - Formatos: cassete, CD                           | 1                   | －                  | Ouro                 |
| 1991 | Kurutta Taiyou (狂った太陽)            | - Lançado: 21 de fevereiro de 1991 - Gravadora: Victor - Formatos: cassete, CD                          | 2                   | －                  | Platina              |
| 1993 | Darker Than Darkness -Style 93-        | - Lançado: 23 de junho de 1993 - Gravadora: Victor - Formatos: CD                                       | 2                   | 2                   | Ouro                 |
| 1995 | Six/Nine                               | - Lançado: 5 de maio de 1995 - Gravadora: Victor - Formatos: CD                                         | 1                   | 2                   | Ouro                 |
| 1996 | Cosmos                                 | - Lançado: 21 de junho de 1996 - Gravadora: Victor - Formatos: CD                                       | 6                   | 5                   | －                   |
| 1997 | Sexy Stream Liner                      | - Lançado: 10 de dezembro de 1997 - Gravadora: Mercury - Formatos: CD                                   | 4                   | 7                   | －                   |
| 2000 | One Life, One Death                    | - Lançado: 20 de setembro de 2000 - Gravadora: BMG/Funhouse - Formatos: CD                              | 11                  | 11                  | －                   |
| 2002 | Kyokutou I Love You (極東 I LOVE YOU)  | - Lançado: 2 de fevereiro de 2002 - Gravadora: BMG/Funhouse - Formatos: CD                              | 12                  | －                  | －                   |
| 2003 | Mona Lisa Overdrive                    | - Lançado: 13 de fevereiro de 2003 - Gravadora: BMG/Funhouse - Formatos: CD                             | 7                   | 9                   | －                   |
| 2005 | Juusankai wa Gekkou (十三階は月光)     | - Lançado: 5 de abril de 2005 - Gravadora: BMG/Funhouse - Formatos: CD                                  | 4                   | 5                   | －                   |
| 2007 | Tenshi no Revolver (天使のリボルバー)  | - Lançado: 19 de setembro de 2007 - Gravadora: BMG Japan - Formatos: CD                                 | 5                   | －                  | －                   |
| 2009 | Memento Mori                           | - Lançado: 18 de fevereiro de 2009 - Gravadora: BMG Japan - Formatos: CD                                | 7                   | 6                   | －                   |
| 2010 | Razzle Dazzle                          | - Lançado: 13 de outubro de 2010 - Gravadora: Ariola Japan - Formatos: CD                               | 6                   | 6                   | －                   |
| 2012 | Yume Miru Uchuu (夢見る宇宙)           | - Lançado: 19 de setembro de 2012 - Gravadora: Lingua Sounda/Tokuma Japan Communications - Formatos: CD | 14                  | 12                  | －                   |
| 2014 | Arui wa Anarchy (或いはアナーキー)     | - Lançado: 4 de junho de 2014 - Gravadora: Lingua Sounda/Tokuma Japan Communications - Formatos: CD     | 4                   | 4                   | －                   |
| 2016 | Atom Miraiha No.9 (アトム 未来派 No.9) | - Lançado: 28 de setembro de 2016 - Gravadora: Lingua Sounda/Victor - Formatos: CD                      | 5                   | 6                   | －                   |
| 2018 | No.0                                   | - Lançado: 14 de março de 2018 - Gravadora: Lingua Sounda/Victor - Formatos: CD                         | 2                   | 5                   | －                   |
| 2020 | Abracadabra                            | - Lançado: 21 de setembro de 2020 - Gravadora: Lingua Sounda/Victor - Formatos: CD, LP, cassete         | 3                   | 5                   | －                   |
| 2023 | Izora                                  | - Lançado: 12 de abril de 2023 - Gravadora: Lingua Sounda/Victor - Formatos: CD                         | 2                   | 3                   | －                   |

## Mini álbuns/EPs
| Ano  | Título     | Detalhes do álbum                                                              | Oricon |
| ---- | ---------- | ------------------------------------------------------------------------------ | ------ |
| 1988 | Romanesque | - Lançado: 21 de março de 1988 - Gravadora: Victor - Formatos: LP, cassete, CD | 20     |
| 1998 | LTD        | - Lançado: 11 de março de 1998 - Gravadora: Mercury - Formatos: LP             | -      |

## Álbuns de remix
| Ano  | Título                        | Detalhes do álbum                                                             | Oricon | Certificação da RIAJ |
| ---- | ----------------------------- | ----------------------------------------------------------------------------- | ------ | -------------------- |
| 1990 | Hurry Up Mode (1990 Mix)      | - Lançado: 8 de fevereiro de 1990 - Gravadora: Victor - Formatos: Cassete, CD | 1      | Ouro                 |
| 1990 | Symphonic Buck-Tick in Berlin | - Lançado: 21 de julho de 1990 - Gravadora: Victor - Formatos: Cassete, CD    | -      | -                    |
| 1994 | Shapeless シェイプレス        | - Lançado: 24 de agosto de 1994 - Gravadora: Victor - Formatos: CD            | 5      | -                    |

## Álbuns ao vivo
| Ano  | Título                              | Detalhes                                                                  | Posição nas paradas | Posição nas paradas |
| Ano  | Título                              | Detalhes                                                                  | Oricon              | Billboard           |
| ---- | ----------------------------------- | ------------------------------------------------------------------------- | ------------------- | ------------------- |
| 1998 | Sweet Strange Live Disc             | - Lançado: 12 de agosto de 1998 - Gravadora: Mercury - Formatos: CD       | 17                  | 17                  |
| 2001 | One Life, One Death Cut Up          | - Lançado: 28 de março de 2001 - Gravadora: BMG / Funhouse - Formatos: CD | 32                  | -                   |
| 2004 | At the Night Side                   | - Lançado: 7 de abril de 2004 - Gravadora: BMG / Funhouse - Formatos: CD  | 34                  | -                   |
| 2017 | Climax Together -1992 Compact Disc- | - Lançado: 20 de julho de 2017 - Gravadora: Victor - Formatos: CD         | 33                  | -                   |

## Álbuns de compilação
| Ano  | Título                                                                              | Detalhes do álbum                                                                   | Oricon | Billboard Japan | Certificação da RIAJ |
| ---- | ----------------------------------------------------------------------------------- | ----------------------------------------------------------------------------------- | ------ | --------------- | -------------------- |
| 1992 | Koroshi no Shirabe: This Is NOT Greatest Hits 殺シノ調ベ: This is NOT Greatest Hits | - Lançado: 21 de março de 1992 - Gravadora: Victor - Formatos: Cassete, CD          | 1      | -               | Ouro                 |
| 1995 | Catalogue 1987-1995                                                                 | - Lançado: 1 de dezembro de 1995 - Gravadora: Victor - Formatos: CD                 | 8      | -               | Ouro                 |
| 1999 | BT                                                                                  | - Lançado: 20 de março de 1999 - Gravadora: Victor - Formatos: CD                   | 16     | 17              | -                    |
| 2000 | 97BT99                                                                              | - Lançado: 29 de março de 2000 - Gravadora: Mercury - Formatos: CD                  | 39     | -               | -                    |
| 2001 | Super Value Buck-Tick                                                               | - Lançado: 19 de dezembro de 2001 - Gravadora: Universal / Kitty MME - Formatos: CD | -      | -               | -                    |
| 2005 | Catalogue 2005                                                                      | - Lançado: 7 de dezembro de 2005 - Gravadora: BMG / Funhouse - Formatos: CD         | 14     | -               | -                    |
| 2012 | Catalogue Victor → Mercury 87-99                                                    | - Lançado: 7 de março de 2012 - Gravadora: Victor - Formatos: CD                    | 11     | -               | -                    |
| 2012 | Catalogue Ariola 00-10                                                              | - Lançado: 7 de março de 2012 - Gravadora: Ariola Japan - Formatos: CD              | 10     | -               | -                    |
| 2017 | Catalogue 1987-2016                                                                 | - Lançado: 20 de setembro de 2017 - Gravadora: Victor - Formatos: CD                | 6      | 11              | -                    |

## Álbuns de tributo
| Ano  | Título                                      | Detalhes do álbum                                                            | Oricon | Billboard Japan |
| ---- | ------------------------------------------- | ---------------------------------------------------------------------------- | ------ | --------------- |
| 2005 | Parade ~Respective Tracks of Buck-Tick~     | - Lançado: 21 de dezembro de 2005 - Gravadora: BMG / Funhouse - Formatos: CD | 14     | -               |
| 2012 | Parade II ~Respective Tracks of Buck-Tick~  | - Lançado: 4 de julho de 2012 - Gravadora: Lingua Sounda - Formatos: CD      | 16     | -               |
| 2020 | Parade III ~Respective Tracks of Buck-Tick~ | - Lançado: 29 de janeiro de 2020 - Gravadora: Victor - Formatos: CD          | 12     | 13              |

## Compilações com vários artistas
| Ano  | Título                                             | Detalhes do álbum                                                     | Faixas:                                         | Oricon |
| ---- | -------------------------------------------------- | --------------------------------------------------------------------- | ----------------------------------------------- | ------ |
| 1994 | Real Techno Intelligence Chapter 1                 | - Lançado: 1994 - Gravadora: BMG / Funhouse - Formatos: CD            | "Killing (Whisper Mix)"                         | -      |
| 1999 | Hide Tribute Spirits                               | - Lançado: 1º de maio de 1999 - Gravadora: Pony Canyon - Formatos: CD | "Doubt '99"                                     | 1      |
| 2007 | ×××HOLiC Sound File                                | - Lançado: 22 de agosto de 2007 - Gravadora: BMG Japan - Formatos: CD | "Kagerou (TV version)"                          | -      |
| 2008 | Sirius -Tribute to Ueda Gen-                       | - Lançado: 24 de setembro de 2008 - Gravadora: Victor - Formatos: CD  | "Hameln"                                        | -      |
| 2010 | Romantist - The Stalin, Michiro Endo Tribute Album | - Lançado: 1 de dezembro de 2010 - Gravadora: Sony - Formatos: CD     | "Omae no Inu ni Naru"                           | -      |
| 2011 | Shiki Original Soundtrack                          | - Lançado: 1 ° de junho de 2011 - Gravadora: - - Formatos: CD         | "Kuchizuke (TV Size)", "Gekka Reijin (TV Size)" | -      |

## Singles
| Ano  | Título                                                                                     | Detalhes | Posição nas paradas | Posição nas paradas | Álbum                           |
| Ano  | Título                                                                                     | Detalhes | Oricon              | Billboard           | Álbum                           |
| ---- | ------------------------------------------------------------------------------------------ | --- | ------------------- | ------------------- | ------------------------------- |
| 1986 | "To-Search"                                                                                | - Lançado: 21 de outubro de 1986 - Gravadora: Taiyo - Formatos: 7" Vinil - Faixas: 1. "To-Search" 2. "Plastic Syndrome Type II" | －                  | －                  | －                              |
| 1988 | "Just One More Kiss"                                                                       | - Lançado: 26 de outubro de 1988 - Gravadora: Victor - Formatos: 7" Vinil, cassete, 5cm CD - Faixas: 1. "Just One More Kiss" 2. "To-Search" 3. "Just One More Kiss (Instrumental)"(Apenas edição em cassete) 4. "To-Search (Instrumental)"(Apenas edição em cassete) | 6                   | －                  | Taboo                           |
| 1990 | "Aku no Hana" 悪の華                                                                       | - Lançado: 24 de janeiro de 1990 - Gravadora: Victor - Formatos: cassete, 5cm CD - Faixas: 1. "Aku no Hana" 2. "Under the Moon Light" | 1                   | －                  | Aku no Hana                     |
| 1991 | "Speed" スピード                                                                           | - Lançado: January 21, 1991 - Gravadora: Victor - Formatos: cassete, 5cm CD - Faixas: 1. "Speed" 2. "Narcissus" | 3                   | －                  | Kurutta Taiyou                  |
| 1991 | "M・A・D"                                                                                  | - Lançado: 5 de junho de 1991 - Gravadora: Victor - Formatos: cassete, 5cm CD - Faixas: 1. "M・A・D" 2. "Angelic Conversation" | 4                   | －                  | Kurutta Taiyou                  |
| 1991 | "Jupiter"                                                                                  | - Lançado: 30 de outubro de 1991 - Gravadora: Victor - Formatos: cassete, 5cm CD - Faixas: 1. "Jupiter" 2. "Sakura" | 8                   | －                  | Kurutta Taiyou                  |
| 1993 | "Dress" ドレス                                                                             | - Lançado: 21 de maio1993 - Gravadora: Victor - Formatos: 5cm CD - Faixas: 1. "Dress" 2. "Rokugatsu no Okinawa" | 5                   | －                  | Darker Than Darkness -Style 93- |
| 1993 | "Die"                                                                                      | - Lançado: 21 de outubro de 1993 - Gravadora: Victor - Formatos: 5cm CD - Faixas: 1. "Die" 2. "Darker Than Darkness (Live)" 3. "Die (Live)" | 10                  | －                  | Darker Than Darkness -Style 93- |
| 1995 | "Uta" 唄                                                                                   | - Lançado: 24 de março de 1995 - Gravadora: Victor - Formatos: 5cm CD - Faixas: 1. "Uta" 2. "Kimi he" | 4                   | 5                   | Six/Nine                        |
| 1995 | "Kodou" 鼓動                                                                               | - Lançado: 24 de março de 1995 - Gravadora: Victor - Formatos: 5cm CD - Faixas: 1. "Kodou" 2. "Rakuen" | 6                   | 7                   | Six/Nine                        |
| 1995 | "Mienai Mono o Miyo to Suru Gokai Subete Gokai da" 見えない物を見ようとする誤解 全て誤解だ | - Lançado: 21 de setembro de 1995 - Gravadora: Victor - Formatos: 8cm CD - Faixas: 1. "Mienai Mono o Miyo to Suru Gokai Subete Gokai da" 2. "Kimi no Vanilla" | 15                  | －                  | Six/Nine                        |
| 1996 | "Candy" キャンディ                                                                         | - Lançado: 22 de maio de 1996 - Gravadora: Victor - Formatos: 3cm CD - Faixas: 1. "Candy" 2. "Chocolate" | 11                  | －                  | Cosmos                          |
| 1997 | "Heroine" ヒロイン                                                                         | - Lançado: November 12, 1997 - Gravadora: Mercury - Formatos: 5cm CD - Faixas: 1. "Heroine" 2. "Rasenchu --Tapework Mix--" | 11                  | 11                  | Sexy Stream Liner               |
| 1998 | "Sasayaki" 囁き                                                                            | - Lançado: 11 de março de 1998 - Gravadora: Mercury - Formatos: 5cm CD - Faixas: 1. "Sasayaki" 2. "Thanatos -The Japanic Pig Mix" 3. "My Fuckin' Valentine -Enemy Mix (Full)-" 4. "Schiz.o Genso -The Spiderman Mix-"                                                | 25                  | －                  | Sexy Stream Liner               |
| 1998 | "Gessekai" 月世界                                                                          | - Lançado: 13 de maio de 1998 - Gravadora: Mercury - Formatos: 5cm CD - Faixas: 1. "Gessekai" 2. "My Baby Japanese" 3. "Muchi no Namida Hot Remix #001 for B-T" | 18                  | －                  | －                              |
| 1999 | "Bran-New Lover"                                                                           | - Lançado: 14 de julho de 1999 - Gravadora: Mercury - Formatos: 5cm CD - Faixas: 1. "Bran-New Lover" 2. "Down" 3. "Asylum Garden" | 17                  | －                  | －                              |
| 1999 | "Miu" ミウ                                                                                 | - Lançado: 20 de outubro de 1999 - Gravadora: Mercury - Formatos: 5cm CD - Faixas: 1. "Miu" 2. "Paradise" 3. "Bran-New Lover -Custom-" | 15                  | 20                  | －                              |
| 2000 | "Glamorous"                                                                                | - Lançado: 6 de setembro de 2000 - Gravadora: BMG/Funhouse - Formatos: 5cm CD - Faixas: 1. "Glamorous" 2. "Trans" | 17                  | 20                  | One Life, One Death             |
| 2001 | "21st Cherry Boy"                                                                          | - Lançado: 21 de novembro de 2001 - Gravadora: BMG/Funhouse - Formatos: 5cm CD - Faixas: 1. "21st Cherry Boy" 2. "Barairo no Hibi" | 25                  | 20                  | Kyokutou I Love You             |
| 2002 | "Kyokutou Yori Ai no Komete" 極東より愛を込めて                                            | - Lançado: 20 de fevereiro de 2002 - Gravadora: BMG/Funhouse - Formatos: 5cm CD - Faixas: 1. "Kyokutou Yori Ai no Komete" 2. "Oukoku Kingdom Come -Moon Set-" 3. "Megami (Designed by Oval)"                                                                         | 24                  | －                  | Kyokutou I Love You             |
| 2003 | "Zangai" 残骸                                                                              | - Lançado: 18 de janeiro de 2003 - Gravadora: BMG/Funhouse - Formatos: 5cm CD - Faixas: 1. "Zangai" 2. "Girl" | 5                   | 3                   | Mona Lisa Overdrive             |
| 2003 | "Gensou no Hana" 幻想の花                                                                  | - Lançado: 3 de dezembro de 2003 - Gravadora: BMG/Funhouse - Formatos: 5cm CD - Faixas: 1. "Gensou no Hana" 2. "Nocturne -Rain Song-" 3. "Gensou no Hana (Live)"(Faixa bônus da edição limitada)                                                                     | 11                  | 9                   | －                              |
| 2005 | "Romance"                                                                                  | - Lançado: 2 de março de 2005 - Gravadora: BMG/Funhouse - Formatos: 5cm CD - Faixas: 1. "Romance" 2. "Diabolo" | 14                  | －                  | Juusankai wa Gekkou             |
| 2005 | "Dress (Bloody Trinity Mix)" ドレス(bloody trinity mix)                                    | - Lançado: 2 de abril de 2005 - Gravadora: Victor - Formatos: 5cm CD - Faixas: 1. "Dress (Bloody Trinity Mix)" 2. "Rokugatsu no Okinawa (Live)" 3. "Yuuwaku (Live)" 4. "Zero (Live)" 5. "Dress (Live)"                                                               | 24                  | －                  | －                              |
| 2006 | "Kagerou" 蜉蝣 -かげろう-                                                                  | - Lançado: 2 de agosto de 2006 - Gravadora: BMG Japan - Formatos: 5cm CD - Faixas: 1. "Kagerou" 2. "Utsusemi" | 17                  | －                  | －                              |
| 2007 | "Rendezvous" RENDEZVOUS ～ランデヴー～                                                     | - Lançado: 6 de junho de 2007 - Gravadora: BMG Japan - Formatos: 5cm CD - Faixas: 1. "Rendezvous" 2. "My Eyes & Your Eyes"(Regravação) | 9                   | －                  | Tenshi no Revolver              |
| 2007 | "Alice in Wonder Underground"                                                              | - Lançado: 8 de agosto de 2007 - Gravadora: BMG Japan - Formatos: 5cm CD - Faixas: 1. "Alice in Wonder Underground" 2. "Tight Rope"(Regravação) | 18                  | －                  | Tenshi no Revolver              |
| 2008 | "Heaven"                                                                                   | - Lançado: 12 de dezembro de 2008 - Gravadora: BMG Japan - Formatos: 5cm CD - Faixas: 1. "Heaven" 2. "Makka na Yoru" | 5                   | －                  | Memento Mori                    |
| 2009 | "Galaxy"                                                                                   | - Lançado: 14 de janeiro de 2009 - Gravadora: BMG Japan - Formatos: 5cm CD - Faixas: 1. "Galaxy" 2. "Serenade -Itoshi no Umbrella-" | 6                   | －                  | Memento Mori                    |
| 2010 | "Dokudanjou Beauty" 独壇場 Beauty                                                          | - Lançado: 24 de março de 2010 - Gravadora: Ariola Japan - Formatos: 5cm CD - Faixas: 1. "Dokudanjou Beauty" 2. "Voo Doo" 3. "Tenshi wa Dare da (Live Ver.)" | 7                   | －                  | Razzle Dazzle                   |
| 2010 | "Kuchizuke" くちづけ                                                                       | - Lançado: 10 de setembro de 2010 - Gravadora: Ariola Japan - Formatos: 5cm CD - Faixas: 1. "Kuchizuke" 2. "Yougetsu -Yougetsu-" 3. "Kuchizuke (Skiki TV Size)"(Faixa bônus da edição especial)                                                                      | 7                   | 5                   | Razzle Dazzle                   |
| 2012 | "Elise no Tame ni" エリーゼのために                                                        | - Lançado: 23 de maio de 2012 - Gravadora: Lingua Sounda/Tokuma Japan Communications - Formatos: 5cm CD - Faixas: 1. "Elise no Tame ni" 2. "Yume Miru Uchuu" 3. "Sane -Type II-"(Regravação)                                                                         | 11                  | －                  | Yume Miru Uchuu                 |
| 2012 | "Miss Take ~Boku wa Miss Take~" MISS TAKE 〜僕はミス・テイク〜                             | - Lançado: 4 de julho de 2012 - Gravadora: Lingua Sounda/Tokuma Japan Communications - Formatos: 5cm CD - Faixas: 1. "Miss Take ~Boku wa Miss Take~" 2. "Only You" 3. "My Baby Japanese -Type II-"(Regravação)                                                       | 11                  | －                  | Yume Miru Uchuu                 |
| 2014 | "Love Parade/Steppers -Parade-"                                                            | - Lançado: 22 de janeiro de 2014 - Gravadora: Lingua Sounda/Tokuma Japan Communications - Formatos: 5cm CD - Faixas: 1. "Love Parade" 2. "Steppers -Parade-" | 9                   | －                  | －                              |
| 2014 | "Keijijou Ryusei" 形而上 流星                                                              | - Lançado: 14 de maio de 2014 - Gravadora: Lingua Sounda/Tokuma Japan Communications - Formatos: 5cm CD - Faixas: 1. "Keijijou Ryusei" 2. "Melancholia -Electria-" 3. "Victims of Love with Kokusyoku Sumire"                                                        | 10                  | －                  | Arui wa Anarchy                 |
| 2016 | "New World"                                                                                | - Lançado: 21 de setembro de 2016 - Gravadora: Lingua Sounda/Victor - Formatos: 5cm CD - Faixas: 1. "New World" 2. "Devil's Wings -Type 2-" | 10                  | －                  | Atom Miraiha No.9               |
| 2017 | "Babel"                                                                                    | - Lançado: 15 de novembro de 2017 - Gravadora: Lingua Sounda/Victor - Faixas: 1. "Babel" 2. "Moon Sayonara wo Oshiete (Takkyu Ishino Remix)" | 11                  | －                  | No.0                            |
| 2018 | "Moon Sayonara wo Oshiete" Moon さよならを教えて                                           | - Lançado: 21 de fevereiro de 2018 - Gravadora: Lingua Sounda/Victor - Faixas: 1. "Moon Sayonara wo Oshiete" 2. "Salome" | 14                  | －                  | No.0                            |
| 2019 | "Kemonotachi no Yoru/Rondo" 獣たちの夜/RONDO                                               | - Lançado: 22 de maio de 2019 - Gravadora: Lingua Sounda/Victor - Faixas: 1. "Kemonotachi no Yoru" 2. "Rondo" 3. "Kemonotachi no Yoru -Version of Cube Juice-" | 4                   | －                  | Abracadabra                     |
| 2020 | "Datenshi" 堕天使                                                                          | - Lançado: 29 de janeiro de 2020 - Gravadora: Lingua Sounda/Victor - Faixas: 1. "Datenshi" 2. "Luna Park" | 6                   | －                  | Abracadabra                     |
| 2020 | "Moonlight Escape"                                                                         | - Lançado: 26 de agosto de 2020 - Gravadora: Lingua Sounda/Victor - Faixas: 1. "Moonlight Escape" 2. "Kogoeru" | 13                  | －                  | Abracadabra                     |
| 2021 | "Go-Go BT TRAIN"                                                                           | - Lançado: 21 de setembro de 2021 - Gravadora: Lingua Sounda/Victor - Faixas: 1. "Go-Go BT TRAIN" 2. "Koi" 3. "Uta (Ver. 2021)" 4. "Just One More Kiss (Ver. 2021)"                                                                                                  | 5                   | －                  | －                              |

## Vídeos
| Título                                                                                            | Data de lançamento em VHS | Data de lançamento em Beta | Data de lançamento em LD | Data de lançamento em VHS-C | Data de lançamento em DVD                   | Data de lançamento em Blu-ray | Gravadora                                 | Oricon DVDs | Oricon Blu-rays |
| ------------------------------------------------------------------------------------------------- | ------------------------- | -------------------------- | ------------------------ | --------------------------- | ------------------------------------------- | ----------------------------- | ----------------------------------------- | ----------- | --------------- |
| Buck-Tick Phenomenon Live at the Live Inn バクチク現象 at THE LIVE INN                            | 21 de setembro de 1987    | 21 de setembro de 1987     | －                       | －                          | 26 de dezembro de 2012                      | 26 de dezembro de 2012        | Victor                                    | －          | －              |
| More Sexual!!!!!                                                                                  | 21 de fevereiro de 1988   | 21 de fevereiro de 1988    | －                       | －                          | －                                          | －                            | Victor                                    | －          | －              |
| Sabbat I                                                                                          | 21 de abril de 1989       | －                         | －                       | －                          | －                                          | －                            | Victor                                    | －          | －              |
| Sabbat II                                                                                         | 21 de abril de 1989       | －                         | －                       | －                          | －                                          | －                            | Victor                                    | －          | －              |
| Sabbat                                                                                            | 19 de março de 2003       | －                         | 21 de abril de 1989      | －                          | 19 de março de 2003, 26 de dezembro de 2012 | 26 de dezembro de 2012        | Victor                                    | 36          | －              |
| Aku no Hana 悪の華                                                                                | 1 de abril de 1990        | －                         | 1 de abril de 1990       | －                          | －                                          | －                            | Victor                                    | －          | －              |
| M・A・D                                                                                           | 5 de junho de 1991        | －                         | 5 de junho de 1991       | 5 de junho de 1991          | －                                          | －                            | Victor                                    | －          | －              |
| Buck-Tick                                                                                         | 21 de novembro de 1991    | －                         | 21 de novembro de 1991   | －                          | －                                          | －                            | Victor                                    | －          | －              |
| Climax Together                                                                                   | 2 de dezembro de 1992     | －                         | －                       | －                          | 10 de setembro de 2003                      | 26 de dezembro de 2012        | Victor                                    | 11          | －              |
| Catalogue 1987–1995                                                                               | 1 de dezembro de 1995     | －                         | －                       | －                          | 23 de maio de 2001                          | －                            | Victor                                    | －          | －              |
| Sweet Strange Live Film                                                                           | 12 de agosto de 1998      | －                         | －                       | －                          | 14 de dezembro de 2005                      | －                            | Mercury, Universal                        | 76          | －              |
| Dream Box                                                                                         | 26 de novembro de 1999    | －                         | －                       | －                          | －                                          | －                            | Mercury                                   | －          | －              |
| One Life, One Death Cut Up                                                                        | 28 de março de 2001       | －                         | －                       | －                          | 28 de março de 2001                         | －                            | BMG/Funhouse                              | 24          | －              |
| Picture Product                                                                                   | 21 de março de 2002       | －                         | －                       | －                          | 21 de março de 2002                         | －                            | Victor                                    | 12          | －              |
| Tour 2002 Warp Days 20020616 Bay NK Hall                                                          | 4 de dezembro de 2002     | －                         | －                       | －                          | 4 de dezembro de 2002                       | －                            | BMG/Funhouse                              | 18          | －              |
| Picture Product II                                                                                | －                        | －                         | －                       | －                          | 25 de junho de 2003                         | －                            | BMG/Funhouse                              | 23          | －              |
| Mona Lisa Overdrive -Xanadu-                                                                      | －                        | －                         | －                       | －                          | 3 de dezembro de 2003                       | －                            | BMG/Funhouse                              | 21          | －              |
| At the Night Side                                                                                 | －                        | －                         | －                       | －                          | 21 de abril de 2004                         | －                            | BMG/Funhouse                              | 16          | －              |
| Akuma to Freud -Devil and Freud- Climax Together 悪魔とフロイト -Devil and Freud- Climax Together | －                        | －                         | －                       | －                          | 22 de dezembro de 2004                      | －                            | BMG/Funhouse                              | 37          | －              |
| 13th Floor With Diana                                                                             | －                        | －                         | －                       | －                          | 14 de dezembro de 2005                      | －                            | BMG Japan                                 | 20          | －              |
| Singles on Digital Video Disc                                                                     | －                        | －                         | －                       | －                          | 15 de fevereiro de 2006                     | －                            | Victor                                    | 17          | －              |
| Buck-Tick Fest 2007 On Parade                                                                     | －                        | －                         | －                       | －                          | 2 de abril de 2008                          | －                            | BMG Japan                                 | 48          | －              |
| Tour 2007 Tenshi no Revolver TOUR 2007 天使のリボルバー                                           | －                        | －                         | －                       | －                          | 7 de maio de 2008                           | －                            | BMG Japan                                 | 11          | －              |
| Memento Mori 090702                                                                               | －                        | －                         | －                       | －                          | 23 de dezembro de 2009                      | 23 de dezembro de 2009        | Ariola Japan                              | 32          | －              |
| Tour 2010 Go on the "Razzle Dazzle"                                                               | －                        | －                         | －                       | －                          | 6 de abril de 2011                          | 6 de abril de 2011            | Ariola Japan                              | 19          | －              |
| The Day in Question 2011                                                                          | －                        | －                         | －                       | －                          | 23 de maio de 2012                          | 23 de maio de 2012            | Lingua Sounda                             | 5           | －              |
| B-T Live Product -1987/1989/1992 Victor Years-                                                    | －                        | －                         | －                       | －                          | －                                          | 26 de dezembro de 2012        | Victor                                    | －          | 26              |
| Buck-Tick Fest 2012 On Parade                                                                     | －                        | －                         | －                       | －                          | 20 de fevereiro de 2013                     | 20 de fevereiro de 2013       | Lingua Sounda/Tokuma Japan Communications | 22          | －              |
| Tour Yume Miru Uchuu TOUR 夢見る宇宙                                                              | －                        | －                         | －                       | －                          | 15 de maio de 2013                          | 15 de maio de 2013            | Lingua Sounda/Tokuma Japan Communications | 9           | 4               |
| Gekijō-ban Buck-Tick ~Buck-Tick Phenomenon~ 劇場版BUCK-TICK ～バクチク現象～                      | －                        | －                         | －                       | －                          | 22 de janeiro de 2014                       | 22 de janeiro de 2014         | Lingua Sounda/Tokuma Japan Communications | 5           | 7               |
| Tour 2014 Arui wa Anarchy -Final- TOUR2014 或いはアナー キ -FINAL-                                | －                        | －                         | －                       | －                          | 25 de fevereiro de 2015                     | 25 de fevereiro de 2015       | Lingua Sounda/Tokuma Japan Communications | 20          | 19              |
| Tour Atom Miraiha No. 9 -Final- TOUR アトム 未来派 No.9 -FINAL-                                   | －                        | －                         | －                       | －                          | 26 de abril de 2017                         | 26 de abril de 2017           | Lingua Sounda/Victor                      | 17          | 15              |
| Climax Together on Screen 1992-2016 / Climax Together 3rd                                         | －                        | －                         | －                       | －                          | 27 de junho de 2018                         | 27 de junho de 2018           | Lingua Sounda/Victor                      | 12          | 14              |
| The Parade ~30th Anniversary~                                                                     | －                        | －                         | －                       | －                          | 21 de setembro de 2018                      | 21 de setembro de 2018        | Lingua Sounda/Victor                      | 5           | 6               |
| The Day in Question 2017                                                                          | －                        | －                         | －                       | －                          | 26 de dezembro de 2018                      | 26 de dezembro de 2018        | Lingua Sounda/Victor                      | 18          | 15              |
| Tour No. 0                                                                                        | －                        | －                         | －                       | －                          | 24 de abril de 2019                         | 24 de abril de 2019           | Lingua Sounda/Victor                      | 13          | 13              |
| Locus Solus no Kemonotachi ロクス・ソルスの獣たち                                                 | －                        | －                         | －                       | －                          | 20 de novembro de 2019                      | 20 de novembro de 2019        | Lingua Sounda/Victor                      | 7           | 5               |